# Tia Ciata
Hilária Batista de Almeida, conocida como Tia Ciata (Santo Amaro da Purificação, 13 de enero de 1854 - Río de Janeiro, 10 de enero de 1924) fue una bailarina de samba, Ialorichá y curandera brasileña, considerada por muchos como una de las personas más influyentes para el surgimiento de samba de Río. Bamboxê Obiticô la introdujo al Candomblé en Salvador y era hija de Oshum.
En Río de Janeiro, fue yaquequerê en casa de João Alabá. También fue conocida como una de las principales promotoras de la cultura afrobrasileña, especialmente en la región central de Río. En su casa de Praça Onze, donde se reunían los cantantes de samba, se creó la primera samba grabada en disco.
Tia Ciata se convirtió en la gran dama de las comunidades negras en el Brasil posterior a la abolición y en una de las principales defensoras de la samba después de abrir las puertas de su casa a reuniones de bailarines pioneros de samba cuando la práctica aún estaba prohibida por ley.

## Biografía
A los 16 años, participó en la fundación de la Irmandade da Boa Morte en Cachoeira, municipio del Recôncavo Baiano.
A los 22 años se mudó a Río de Janeiro, en el éxodo que se conoció como diáspora bahiana (la migración de bahianos a otras partes de Brasil y del mundo, ocurrida principalmente durante el siglo XX). A esa edad llevó la samba de roda a Río de Janeiro.
Era la más famosa de las tías bahianas (en su mayoría ialorixás de Candomblé que abandonaron Salvador y se fueron a Río de Janeiro debido a la persecución policial) a principios de siglo.
Tiempo después se casó con João Baptista da Silva, funcionario, con quien tuvo 14 hijos, relación fundamental para su afirmación en la Pequeña África, como se conocía en esa época la zona de la Praça Onze.
Ciata tuvo que trabajar como verdulera para ayudar en la casa y mantener a sus hijos. Ataviada con turbantes en la cabeza y voluminosos vestidos blancos, fue una de las precursoras del movimiento de las tías bahianas en la Ciudad Maravillosa. A través de mandingas y bandejas de tortas, delicias y cocadas, las actividades de las tías quituteiras fueron fundamentales para asegurar el sustento de sus familias así como el mantenimiento de la cultura popular que llegó de Bahía y los ritos de la tradición africana.

## Samba
La residencia de Ciata, en la antigua Rua Visconde de Itaúna, adyacente a la Praça Onze, conocida como "Pequeña África", se convirtió en poco tiempo en uno de los principales epicentros de encuentros de destacados cariocas y personalidades de la samba, como Pixinguinha, Donga, Heitor dos Prazeres, Sinhô y João da Baiana.
En aquella época, las reuniones de samba estaban estrictamente prohibidas por la policía. Sin embargo, las autoridades hicieron la vista gorda ante las reuniones en la residencia de Tia Ciata, por su reputación como curandera. Según los registros, habría tratado una herida en la pierna del presidente Venceslau Brás, quien, en agradecimiento, respondió a su pedido de garantizar un trabajo a su marido: un puesto en la jefatura de policía.
La primera samba grabada en Brasil fue Pelo Telephone, escrita por Donga y Mauro de Almeida, y compuesta en casa de Tía Ciata, en una de las reuniones que tuvieron lugar entre finales de 1916 y principios de 1917.

Buci Moreira (1909-1982) y Manoel Macaco. Moreira era nieto de tía Ciata.

## Candomblé
Animada por el padre del santo, Bamboxê Obiticô, que era africano, fue iniciada en el Candomblé y se convirtió en madre de un santo, y fue confirmada como Ciata de Oxum. Como otros afrobrasileños de la época, Tia Ciata mantuvo su fe en secreto durante muchos años, debido a la discriminación y el estigma asociados a las religiones africanas en Brasil.
En Río, se convirtió en santa-hija de João Alabá, de Omulu, cuya casa era considerada una rama carioca de una disidencia de Ilê Iyá Nassô en Salvador, Ilê Axé Opô Afonjá. Antes de tener casa propia de Candomblé, Tia Ciata se convirtió en Mãe Pequena (la reemplazante inmediata de Babalorixá) en la casa de João Alabá, que estaba ubicada en la Rua Barão de São Félix, en el camino de la zona portuaria a Cidade Nova. Otras mujeres bahianas  amigas de la tía Ciata también eran santas hijas de Alabá: la tía Amélia do Aragão (Amélia Silvana de Araújo, madre de Donga), la tía Preciliana do Santo Amaro (Preciliana Maria Constança, madre de João da Bahiana), la tía Mônica, tía Bebiana, tía Gracinda (esposa del sacerdote islámico Assumano Mina de Brasil) y tía Sadata.

## Últimos años
Su marido João Batista da Silva falleció el 13 de julio de 1907, cuando Tía Ciata ya era considerada una autoridad y una estrella en el mundo de la samba carioca. Tenía respeto y popularidad, mucho mayores que cualquier personalidad negra de la época. Cada año, durante el Carnaval, se instalaba una carpa en la Plaza Onze, donde se lanzaban las marchinhas, que se harían famosas durante el Carnaval de la ciudad.
Tía Ciata falleció el 10 de abril de 1924, en la ciudad de Río de Janeiro, a la edad de 70 años y fue enterrada en el cementerio São Francisco Xavier del barrio de Cajú.

## Reconocimientos
Entre principales homenajes rendidos a Tía Ciata se incluyen:
- Monumento a Tía Ciata: inaugurado en 1996, en la Praça Onze, en Río de Janeiro, fue realizado por el escultor Humberto Cozzo y la retrata a tocando la pandereta, acompañada de otros músicos.[12]
- Desfile de Ciata: evento multicultural que involucra a varios grupos y colectivos de arte, de diferentes lenguajes artísticos, existentes en la ciudad de Río de Janeiro en su honor, celebrando los primeros círculos de samba, los ritos y dulces, las Baianas de Praça Onze, el patio trasero con Pixinguinha, Donga, João da Baiana, y el encuentro de dos personajes emblemáticos de la cultura negra brasileña, separados por el tiempo y unidos por el Distrito Cultural Praça Onze y por la resistencia cultural y étnica: Zumbi dos Palmares y Tia Ciata.[5][13]
- Trama de escuela de samba "Aquarela Brasileira": con la que en 1965, Império Serrano rindió homenaje a Tia Ciata y otras personalidades de la cultura afrobrasileña.[14]
- Libro Tía Ciata y la Pequeña África en Río de Janeiro: escrito por la historiadora Júlia T. S. de Almeida en 1987, ofrece una revisión histórica de la importancia de Tia Ciata para la cultura afrobrasileña.[15]
- Película Tia Ciata - A Mãe do Samba: dirigida y escrita por Mariana Campos y Raquel Beatriz, el documental de 2017 retrata la vida de Tia Ciata y su importancia para la cultura afrobrasileña y la samba. El cortometraje se proyectó en varios festivales y recibió premios nacionales e internacionales.[16]
- Libro Heroínas negras brasileñas: en 15 cordéis: escrito por el cordelista y poeta Jarid Arraes, el libro publicado en 2017 por la Editora Jandaíra (1.ª edición), recibió una nueva edición en 2020, siendo publicado por el sello Seguinte, Editora Cia. de Letras. Tía Ciata es homenajeada en la colección de hilos que rescata la memoria de 15 personajes que lucharon por su libertad y derechos, reclamaron su espacio en la política y las artes, alzaron su voz contra la injusticia y la opresión. Además de Tia Ciata, encontramos la biografía de Antonieta de Barros, Aqualtune, Carolina Maria de Jesus, Dandara, Esperança Garcia, Eva Maria do Bonsucesso, Laudelina de Campos, Luisa Mahin, Maria Felipa, Maria Firmina, Mariana Crioula, Na Agontimé, Tereza de Benguela y Zacimba Gaba, en cordel y breve texto descriptivo. Al final del libro podrás encontrar otras fuentes de investigación sobre cada uno de ellos.[17]
- El ala Baianas de las escuelas de samba fue creada en honor a la Tía Ciata y otras delicias bahianas, que permitía a los bailarines de samba reunirse en sus casas cuando la actividad aún estaba prohibida por la ley.[8]
- Parada Cidade do Samba Tia Ciata del VLT Carioca: Con la promulgación de la Ley 7.260 del 17 de marzo de 2022[18] [19] la parada de la Línea 1 del VLT Carioca Cidade do Samba pasó a llamarse Cidade do Samba Tia Ciata.